# Hendrik Reinder Steeksma
Horst Reinder Steeksma (Berlijn, 14 oktober 1919 - Mauthausen, 6 september 1944) was Engelandvaarder en slachtoffer van het Englandspiel.
Steeksma groeide op in Tilburg waar hij naar de middelbare school ging. Voor zijn dienstplicht moest hij in 1939 opkomen bij het 2e Regiment Infanterie, waar hij is opgeleid tot onderofficier. Steeksma wist eind mei naar Engeland te ontkomen. Daar   werd hij eerst ingedeeld bij de Prinses Irene Brigade.

## SOE
Steeksma werd vanaf 18 juni 1942 bij N Section van de SOE opgeleid. Zijn trainingsnaam was Celery, zijn codenaam Pelt. Zijn opdracht was verzetsgroepen met wapens en explosieven om te leren gaan. Daartoe werd hij op 24 oktober 1942 gedropt bij Steenwijk en gevangengenomen. Hij werd op 7 september 1944 in Mauthausen geëxecuteerd.

## Onderscheiding
Steeksma ontving postuum het Bronzen Kruis, K.B. no.33 van 2 mei 1953

Dienstplichtig sergeant-majoor-administrateur van het Wapen der Infanterie

heeft zich door moedig optreden tegenover de vijand onderscheiden als agent van een geheime inlichtingendienst, die hem tijdens de jaren 1940-1945 uitzond naar door de vijand bezet gebied, alwaar hij onder uiterst moeilijke omstandigheden een levensgevaarlijke taak had te vervullen, die door vijandelijke tegenactie ten slotte tot zijn dood leidde.— 
Bron: ARA 2.02.32 inv.618; (www.ogs.nl)